# Diario de
Diario de... fue un programa de televisión de investigación periodística producido por SALTA Producciones en colaboración con la Agencia Atlas, que trataba sobre reportajes a personas anónimas que denuncian una causa concreta y que fue presentado por Mercedes Milá. La primera etapa de este formato tuvo lugar en Telecinco, donde comenzó a emitirse desde el 31 de mayo de 2004, pero tras la fusión de Gestevisión Telecinco con Sogecuatro en diciembre de 2010, fue trasladado a Cuatro. El espacio finalizó el 16 de agosto de 2014.

## Origen
El origen del programa está basado en dos reportajes realizados a partir del libro del periodista Antonio Salas «El año que trafiqué con mujeres», que dicha cadena de televisión emitió en abril de 2004 con buenos registros de audiencia.

## Equipo técnico
- Mercedes Milá - Presentadora (2004-2014)

## Etapas

### Cuatro
Tras la fusión de Gestevisión Telecinco y Sogecuatro en diciembre de 2010, Diario de... pasó a emitirse en el canal Cuatro el 11 de abril de 2011. El programa, presentado por Mercedes Milá, que venía cosechando buenas audiencia en el late night show de su cadena madre, tomó mayor protagonismo en la programación de este canal con la llegada del formato de manera semanal, Durante los meses de julio y agosto de 2014, se emitió los viernes a las 00.30 bajo el nombre de 'La redacción de Diario de....
En julio de 2014 se anunció la finalización del programa.

## Episodios y audiencias (Cuatro)
| Temporada | Temporada | Episodios | Estreno    | Final      | Audiencia media | Audiencia media | Audiencia media |
| Temporada | Temporada | Episodios | Estreno    | Final      | Espectadores    | Cuota           |                 |
| --------- | --------- | --------- | ---------- | ---------- | --------------- | --------------- | --------------- |
|           | 1         | 11        | 10/10/2011 | 22/01/2012 | 689 000         | 8,2%            |                 |
|           | 2         | 12        | 18/07/2012 | 22/10/2012 | 492 000         | 7,4%            |                 |
|           | 3         | 11        | 16/11/2012 | 25/01/2013 | 657 000         | 6,5%            |                 |
|           | 4         | 8         | 03/06/2013 | 08/07/2013 | 480 000         | 6,6%            |                 |
|           | 5         | 8         | 10/01/2014 | 21/02/2014 | 429 000         | 5,4%            |                 |
|           | 6         | 5         | 19/07/2014 | 16/08/2014 | 477 000         | 5,8%            |                 |
| Total     | Total     | -         | 2010       | -          | —               | —               |                 |

### Diario de ... (9 temporada)
| Programación emitida (Evolución semanal) | Programación emitida (Evolución semanal)       | Programación emitida (Evolución semanal) | Programación emitida (Evolución semanal) |
| N.º                                      | Título                                         | Fecha de emisión                         | Audiencia                                |
| ---------------------------------------- | ---------------------------------------------- | ---------------------------------------- | ---------------------------------------- |
| 1                                        | «Depredadores sexuales»                        | 10 de octubre de 2011                    | 895 000 (11,5%)                          |
| 2                                        | «Lorca»                                        | 17 de octubre de 2011                    | 606 000 (7,9%)                           |
| 3                                        | «Profesor de actores obseso»                   | 24 de octubre de 2011                    | 590 000 (8,2%)                           |
| 4                                        | «El día a día de una prostituta»               | 31 de octubre de 2011                    | 914 000 (10,4%)                          |
| 5                                        | «Locutorios y blanqueo de dinero»              | 7 de noviembre de 2011                   | 579 000 (5,0%)                           |
| 6                                        | «Psiquiatra de manos largas»                   | 14 de noviembre de 2011                  | 634 000 (7,9%)                           |
| 7                                        | «Okupas»                                       | 21 de noviembre de 2011                  | 706 000 (9,0%)                           |
| 8                                        | «Prostíbulo familiar»                          | 12 de diciembre de 2012                  | 704 000 (8,4%)                           |
| 9                                        | «Miguel Montes Neiro, a la espera del indulto» | 19 de diciembre de 2012                  | 628 000 (8,1%)                           |
| 10                                       | «Una residencia clandestina»                   | 9 de enero de 2012                       | 639 000 (7,0%)                           |
| 11                                       | «Falsos policías locales»                      | 22 de enero de 2012                      | 679 000 (7,4%)                           |

### Diario de ... (10 temporada)
| Programación emitida (Evolución semanal) | Programación emitida (Evolución semanal)         | Programación emitida (Evolución semanal) | Programación emitida (Evolución semanal) |
| N.º                                      | Título                                           | Fecha de emisión                         | Audiencia                                |
| ---------------------------------------- | ------------------------------------------------ | ---------------------------------------- | ---------------------------------------- |
| 1                                        | «Un concejal acusado de pederastia»              | 18 de junio de 2012                      | 530 000 (10,6%)                          |
| 2                                        | «Más allá del exorcismo»                         | 25 de junio de 2012                      | 739 000 (8,1%)                           |
| 3                                        | «Acoso sexual en el trabajo»                     | 2 de julio de 2012                       | 560 000 (8,2%)                           |
| 4                                        | «Terapia contra la homosexualidad en Alcalá»     | 9 de julio de 2012                       | 651 000 (7,3%)                           |
| 5                                        | «La prostitución, un negocio sumergido»          | 23 de julio de 2012                      | 614 000 (7,6%)                           |
| 6                                        | «Residencias clausuradas»                        | 30 de julio de 2012                      | 524 000 (7,4%)                           |
| 7                                        | «Un presunto pedófilo, al descubierto»           | 17 de septiembre de 2012                 | 545 000 (7,5%)                           |
| 8                                        | «Clínicas dentales ilegales y la ley del okupa»  | 24 de septiembre de 2012                 | 342 000 (8,1%)                           |
| 9                                        | «El mayor supermercado de droga de Europa»       | 8 de octubre de 2012                     | 387 000 (8,0%)                           |
| 10                                       | «Talleres textiles clandestinos»                 | 15 de octubre de 2012                    | 431 000 (5,0%)                           |
| 11                                       | «Disturbios en las fiestas del barrio del Pilar» | 22 de octubre de 2012                    | 345 000 (4,0%)                           |
| 12                                       | «El drama de los desahucios»                     | 22 de octubre de 2012                    | 241 000 (6,4%)                           |

### Diario de ... (11 temporada)
| Programación emitida (Evolución semanal) | Programación emitida (Evolución semanal)                   | Programación emitida (Evolución semanal) | Programación emitida (Evolución semanal) |
| N.º                                      | Título                                                     | Fecha de emisión                         | Audiencia                                |
| ---------------------------------------- | ---------------------------------------------------------- | ---------------------------------------- | ---------------------------------------- |
| 1                                        | «Mercado ilegal de obras de arte»                          | 16 de noviembre de 2012                  | 744 000 (7,6%)                           |
| 2                                        | «Cómo actúa la Brigada de Información»                     | 23 de noviembre de 2012                  | 729 000 (6,7%)                           |
| 3                                        | «Multas, tasas judiciales e inmatriculaciones»             | 30 de noviembre de 2012                  | 820 000 (9,5%)                           |
| 4                                        | «El boicot de un sindicato a una pizzería»                 | 7 de diciembre de 2012                   | 769 000 (7,4%)                           |
| 5                                        | «Una agresión, un falso masajista y un moroso reincidente» | 14 de diciembre de 2012                  | 603 000 (5,6%)                           |
| 6                                        | «Especial ESABE y Unidad de bronce»                        | 21 de diciembre de 2012                  | 704 000 (7,0%)                           |
| 7                                        | «Ahora más que nunca, solidaridad»                         | 28 de diciembre de 2012                  | 641 000 (5,9%)                           |
| 8                                        | «Iniciativas para disminuir los desahucios»                | 4 de enero de 2013                       | 438 000 (4,7%)                           |
| 9                                        | «Estafados por su banco»                                   | 10 de enero de 2013                      | 398 000 (3,9%)                           |
| 10                                       | «El caso ESABE y los recortes en sanidad»                  | 18 de enero de 2013                      | 687 000 (6,8%)                           |
| 11                                       | «Macao: el imperio de Sheldon Adelson»                     | 25 de enero de 2013                      | 696 000 (6,9%)                           |

### Diario de ... a pie de calle (12 temporada): 2013
| Programación emitida (Evolución semanal) | Programación emitida (Evolución semanal)     | Programación emitida (Evolución semanal) | Programación emitida (Evolución semanal) |
| N.º                                      | Título                                       | Fecha de emisión                         | Audiencia                                |
| ---------------------------------------- | -------------------------------------------- | ---------------------------------------- | ---------------------------------------- |
| 1                                        | «Los cargos de confianza de los políticos»   | 3 de junio de 2013                       | 502 000 (7,2%)                           |
| 2                                        | «La compra ilegal de armas»                  | 10 de junio de 2013                      | 517 000 (6,4%)                           |
| 3                                        | «Ser mula del narcotráfico»                  | 17 de junio de 2013                      | 468 000 (6,7%)                           |
| 4                                        | «Barrio La Cañada»                           | 24 de junio de 2013                      | 516 000 (7,6%)                           |
| 5                                        | «Mercedes Milá, investigada»                 | 1 de julio de 2013                       | 542 000 (7,9%)                           |
| 6                                        | «Contrabando de tabaco»                      | 21 de octubre de 2013                    | 339 000 (3,2%)                           |
| 7                                        | «Presunto tráfico de influencias en Melilla» | 28 de octubre de 2013                    | 387 000 (3,7%)                           |
| 8                                        | «Las tres mil viviendas»                     | 8 de noviembre de 2013                   | 670 000 (9,9%)                           |

### Diario de... (13 temporada)
| Programación emitida (Evolución semanal) | Programación emitida (Evolución semanal)         | Programación emitida (Evolución semanal) | Programación emitida (Evolución semanal) |
| N.º                                      | Título                                           | Fecha de emisión                         | Audiencia                                |
| ---------------------------------------- | ------------------------------------------------ | ---------------------------------------- | ---------------------------------------- |
| 1                                        | «Traficar con la guardia civil»                  | 10 de enero de 2014                      | 398 000 (3,9%)                           |
| 2                                        | «La Plaza de San Fernando de Henares, embargada» | 17 de enero de 2014                      | 477 000 (7,2%)                           |
| 3                                        | «El falso médico»                                | 24 de enero de 2014                      | 495 000 (6,8%)                           |
| 4                                        | «Negligencias en centros de discapacitados»      | 31 de enero de 2014                      | 474 000 (5,6%)                           |
| 5                                        | «Dentro de El Príncipe»                          | 14 de febrero de 2014                    | 454 000 (5,5%)                           |
| 6                                        | «Suplemento mineral milagroso»                   | 21 de febrero de 2014                    | 278 000 (3,3%)                           |

### La Redacción de Diario de... (14 temporada)
| Programación emitida (Evolución semanal) | Programación emitida (Evolución semanal) | Programación emitida (Evolución semanal) | Programación emitida (Evolución semanal) |
| N.º                                      | Título                                   | Fecha de emisión                         | Audiencia                                |
| ---------------------------------------- | ---------------------------------------- | ---------------------------------------- | ---------------------------------------- |
| 1                                        | «Encuentros por la paz»                  | 19 de julio de 2014                      | 381 000 (4,0%)                           |
| 2                                        | «Menores prostitutas»                    | 26 de julio de 2014                      | 601 000 (6,8%)                           |
| 3                                        | «Tor, la web invisible»                  | 2 de agosto de 2014                      | 598 000 (6,1%)                           |
| 4                                        | «Indultados»                             | 9 de agosto de 2014                      | 419 000 (6,2%)                           |
| 5                                        | «Madres en contra de la anorexia»        | 16 de agosto de 2014                     | 384 000 (5,9%)                           |

## Premios
Desde que Diario de… comenzó su andadura en 2004 en Telecinco, se ha convertido en un gran referente del periodismo de investigación, y ha obtenido numerosos galardones.
- Premio Producción profesional a la Mejor realización de un programa de televisión, 2005.
- Premio a la Mejor periodista de investigación del Colegio Oficial de Detectives Privados de Cataluña, 2008.
- Premio al Mejor programa de televisión del Festival de Cine de Extremadura, 2010.
- Premio José Navarro Cáceres a la Información Sanitaria Odonto-Estomatológica, 2011.[8]